# Gigabit Ethernet

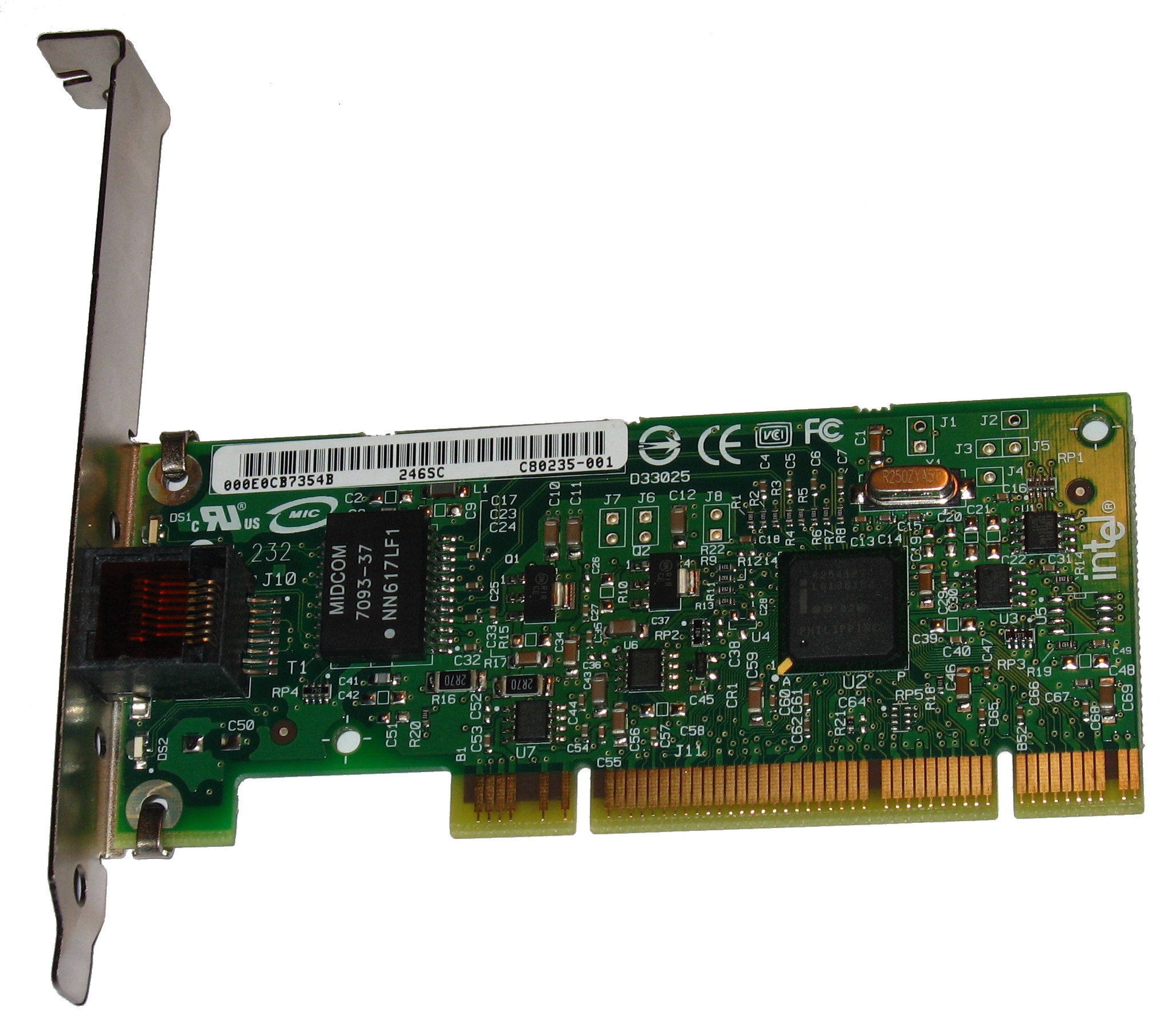
Intel PRO-1000 GT PCI NIC

Gigabit Ethernet (GE, GbE, или 1 GigE) в компьютерных сетях — термин, описывающий различные технологии передачи Ethernet-кадров со скоростью 1 гигабит в секунду, определяемые рядом стандартов группы IEEE 802.3. Используется для построения проводных локальных сетей с 1999 года, постепенно вытесняя Fast Ethernet благодаря значительно более высокой скорости передачи данных. При этом необходимые кабели и часть сетевого оборудования мало отличаются от используемых в предыдущих стандартах, широко распространены и обладают низкой стоимостью.
Ранее в стандарте описывались полудуплексные гигабитные соединения с использованием сетевых концентраторов, но эта спецификация больше не обновляется, и сейчас используется исключительно полнодуплексный режим с соединением через коммутаторы.

## История
Ethernet стал результатом исследований, проведённых Xerox PARC в начале 1970-х годов, и затем развился в популярный протокол физического и канального уровней OSI. Fast Ethernet увеличил скорость передачи данных с 10 до 100 Мбит/с, Gigabit Ethernet — следующий шаг, на котором скорость увеличилась до 1000 Мбит/с. Первоначально стандарт Gigabit Ethernet был опубликован IEEE в июне 1998 г. как IEEE 802.3z и предполагал использование только оптоволоконного кабеля. Другое широко распространённое название 802.3z — 1000BASE-X, где -X может означать -CX, -SX, -LX или (не описанный в стандарте) -ZX (см. Fast Ethernet).
IEEE 802.3ab, ратифицированный в 1999 г., определяет стандарт гигабитной передачи данных по неэкранированной витой паре (UTP) категорий 5, 5e и 6, и известен как 1000BASE-T. После ратификации 802.3ab гигабитный Ethernet стал прикладной технологией, так как организации могли использовать уже существующую кабельную инфраструктуру.
IEEE 802.3ah, ратифицированный в 2004 г., добавил ещё два гигабитных стандарта для оптоволокна: 1000BASE-LX10 (уже широко использовавшийся поставщиками услуг в качестве дополнительной опции) и 1000BASE-BX10. Они являлись частью более обширной группы протоколов (см. Ethernet in the First Mile).
Первоначально гигабитный Ethernet использовался только для опорных сетей с высокой пропускной способностью (к примеру, в высокоскоростных кампусных сетях). В 2000 г. Power Mac G4 и PowerBook G4 компании Apple стали первыми персональными компьютерами на массовом рынке, предоставлявшими возможность 1000BASE-T соединения. Вскоре это стало встроенной особенностью и во многих других компьютерах.

## Варианты
Всего существует пять стандартов физического уровня для гигабитного Ethernet, использующих оптоволоконный кабель (1000BASE-X), витую пару (1000BASE-T) или экранированный сбалансированный медный кабель (1000BASE-CX).
Стандарт IEEE 802.3z включает в себя 1000BASE-SX для передачи сигнала по многомодовому оптоволокну, 1000BASE-LX — по одномодовому оптоволокну, и почти вышедший из употребления 1000BASE-CX — по экранированному сбалансированному медному кабелю. Эти стандарты используют кодирование 8b/10b, которое повышает скорость передачи линии на 25 %, с 1000 Мбит/с до 1250 Мбит/с. Символы затем отправляются с использованием кода NRZ.
IEEE 802.3ab, в котором описан широко распространённый тип интерфейса 1000BASE-T, использует другую схему кодирования, чтобы поддерживать скорость передачи символов на как можно более низком уровне для отправки данных по витой паре.
IEEE 802.3ap определяет работу Ethernet на электронных объединительных платах при различных скоростях.
Ethernet in the First Mile позднее добавил стандарты 1000BASE-LX10 и -BX10.
IEEE 802.3bv-2017, описан стандарт передачи через пластиковое оптическое волокно (POF характеристики в стандарте IEC 60793-2-40 A4a.2) полный дуплекс, используется кодирование больших блоков 64b/65b в красном свете (600–700 нм). Для домашних условий  1000BASE-RHA (разделка волокна POF подручными средствами), промышленный 1000BASE-RHB и для автомобильных соединений 1000BASE-RHC (15-40м).
| Название      | Среда                                                                | Расстояние                                                          |
| ------------- | -------------------------------------------------------------------- | ------------------------------------------------------------------- |
| 1000BASE-CX   | Экранированный сбалансированный медный кабель                        | 25 м                                                                |
| 1000BASE-KX   | Медная объединительная плата                                         | 1 м                                                                 |
| 1000BASE-SX   | Многомодовое оптоволокно                                             | 220—550 м в зависимости от диаметра и пропускной способности кабеля |
| 1000BASE-LX   | Многомодовое оптоволокно                                             | 550 м                                                               |
| 1000BASE-LX   | Одномодовое оптоволокно                                              | 5 км                                                                |
| 1000BASE-LX10 | Одномодовое оптоволокно (1310 нм)                                    | 10 км                                                               |
| 1000BASE-EX   | Одномодовое оптоволокно (1310 нм)                                    | ~ 40 км                                                             |
| 1000BASE-ZX   | Одномодовое оптоволокно (1550 нм)                                    | ~ 70 км                                                             |
| 1000BASE-BX10 | Одномодовое оптоволокно (WDM: 1490 нм на приём, 1310 нм на передачу) | 10 км                                                               |
| 1000BASE-T    | Витая пара (четыре пары категории 5, 5e, 6, 7)                       | 100 м                                                               |
| 1000BASE-TX   | Витая пара (две пары категории 6, 7)                                 | 100 м                                                               |
| 1000BASE-RH   | Пластиковое оптоволокно (650 нм)                                     | 50 м                                                                |